# Пушков, Алексей Константинович
Алексе́й Константи́нович Пушко́в (род. 10 августа 1954, Пекин, Китай) — советский и российский государственный и общественный деятель. Сенатор Российской Федерации — представитель от законодательного органа государственной власти Пермского края в Совете Федерации Федерального Собрания Российской Федерации, председатель Комиссии Совета Федерации по информационной политике и взаимодействию со средствами массовой информации (с 2016 года). Входит в Комитет Совета Федерации по конституционному законодательству и государственному строительству. Депутат Государственной думы VI созыва, член фракции «Единая Россия», председатель Комитета ГД по международным делам (2011—2016).
В 2012—2016 годах глава российской делегации в Парламентской ассамблее Совета Европы. В январе 2014 года Пушков возглавил «Группу европейских демократов» в ПАСЕ, сменив на посту председателя Роберта Уолтера. В этом качестве в январе-апреле 2014 г. входил в состав Президентского комитета — высшего консультативного органа ПАСЕ.
Кандидат исторических наук, политолог, профессор МГИМО.
Удостоен титула почётный доктор Московского гуманитарного университета, Российско-армянского государственного университета (Ереван), Азербайджанского университета языков.
Политик, признанный в международных кругах эксперт по внешней политике России и международным отношениям, журналист, пропагандист, автор и ведущий аналитической программы «Постскриптум» на телеканале «ТВ Центр». Заслуженный работник культуры Российской Федерации (2005).
Из-за поддержки России в российско-украинской войне — под санкциями 27 стран ЕС, Великобритании, США, Канады, Швейцарии, Австралии, Японии, Украины, Новой Зеландии.

## Биография
Родился в семье советского дипломата в Китае. Отец, Пушков Константин Михайлович (1921—2019), сотрудник Генерального консульства СССР в Пекине. Мать, Пушкова Маргарита Владимировна (1927—2007), китаист, переводчик, преподаватель китайского языка.
Учился в московской спецшколе № 12 с углублённым изучением французского языка имени В. Д. Поленова (Спасопесковский переулок, дом 6, стр. 7).
Окончил в 1976 году МГИМО МИД СССР по специальности «международные отношения». Работал в ООН (Женева).
В 1979 году защитил диссертацию на соискание учёной степени кандидата исторических наук по теме «Кризис основных политических концепций англо-американской буржуазной „советологии“» (специальность 07.00.04. — «история коммунистического и рабочего движения и национально-освободительных движений»).
В 1983—1988 гг. был редактором журнала коммунистических и рабочих партий «Проблемы мира и социализма» (Прага).
В 1988—1991 годах был консультантом Международного отдела ЦК КПСС, являлся спичрайтером Михаила Горбачёва.
В 1991—1995 годах являлся заместителем главного редактора еженедельника «Московские новости» по международному направлению; в этом качестве был шеф-редактором английского, французского, немецкого и испанского изданий газеты.
В 1993—2000 годах — член редакционной коллегии американского журнала Foreign Policy, издаваемого Фондом Карнеги в Вашингтоне. В 2004 году являлся членом Наблюдательного совета Московского фонда Карнеги.
С 1993 года — член и постоянный эксперт Всемирного экономического форума в Давосе.
В 1995—1996 годах — заместитель генерального директора — директор Дирекции по связям с общественностью и СМИ ОРТ, а с 1996 по 1998 год — директор Дирекции международных связей этого телеканала. Являлся политическим обозревателем «Независимой газеты», вёл рубрику «Личное мнение».
С 1998 года — руководитель и ведущий программы «Постскриптум» на телеканале «ТВ Центр».
С 2002 года — член редколлегии американского журнала «Нэшнл интерест» (National Interest), издаваемого Центром Никсона (Center for the National Interest) в Вашингтоне. С 2005 года является членом Лондонского Международного Института стратегических исследований.
В 2004—2016 годах — член Президентского совета по развитию гражданского общества.
В 2008—2011 годах — директор Института актуальных международных проблем (ИАМП) Дипломатической академии МИД РФ.
В 2009 году стал лауреатом Бунинской премии за книгу «Путинские качели. Постскриптум: десять лет в окружении».
В 2011 году избран депутатом Государственной думы РФ VI созыва по спискам партии «Единая Россия», не являясь её членом. Назначен председателем Комитета по международным делам Государственной думы. Член фракции «Единой России» в Госдуме.
С 2012 года — глава делегации Федерального собрания РФ в ПАСЕ (Страсбург). Вице-президент и член Бюро ПАСЕ.
В 2016 году проиграл праймериз «Единой России» в Пермском крае, но был выдвинут этой партией в составе партийного списка в Законодательное собрание Пермского края. По итогам выборов 18 сентября 2016 года одержал победу в 23-м избирательном округе, а 29 сентября того же года, на заседании краевого парламента, был избран его представителем — членом Совета Федерации Федерального собрания Российской Федерации. В 2016—2017 годах был членом Комитета Совета Федерации по обороне и безопасности, с 2018 года является членом Комитета Совета Федерации по конституционному законодательству и государственному строительству. 26 октября 2016 года избран председателем Комиссии Совета Федерации по информационной политике и взаимодействию со средствами массовой информации.
15 января 2020 года, по распоряжению В. В. Путина, был включён в состав рабочей группы по подготовке предложений о внесении поправок в Конституцию.
Является членом Попечительского совета МГИМО, координационного комитета Форума «Петербургский диалог», Российского Совета по международным делам, Императорского Православного Палестинского Общества, Общественного Совета при Следственном комитете РФ. В ноябре 2023 года на IX съезде Союза журналистов Москвы был избран членом Президиума.

## Работа в Совете Европы
В 2012 – 2016 годах Алексей Пушков в качестве председателя Комитета Государственной Думы по международным делам возглавлял российскую делегацию в Парламентской ассамблее Совета Европы (ПАСЕ).
Под руководством Алексея Пушкова делегация России в ПАСЕ сумела отстоять ряд принципиальных для страны вопросов. В 2012 года в ПАСЕ не приняла рекомендацию о передаче мониторинга ситуации в России на уровень Комитета Министров Совета Европы, что фактически ввело бы дискриминационную систему двойного мониторинга за Россией. В 2013 году ПАСЕ приняла рекомендацию, в которой поддержала российско-американский план ликвидации химического оружия и скорейшее проведение мирной конференции «Женева-2», а также высказалась за мирное урегулирование в Сирии без призыва к смене режима. Председатель ПАСЕ Жан-Клод Миньон отметил вклад России в решение сирийской проблемы, подчеркнув прямую заслугу России в том, что удалось избежать нового витка насилия и эскалации военного конфликта в Сирии.
Как глава российской делегации Алексей Пушков неоднократно обращался в Комитет министров Совета Европы с требованием обеспечить права российских и русскоязычных журналистов на Украине, в Молдавии и странах Прибалтики. Он также поднимал вопрос о недопустимости языковой дискриминации в странах Балтии и требовал проверить действия языковой инспекции в Эстонии на соответствие Европейской конвенции о нацменьшинствах.
В октябре 2013 года российской делегацией во главе с Алексеем Пушковым был организован официальный визит в ПАСЕ председателя Государственной Думы Сергея Нарышкина. Визит такого уровня стал первым со вступления России в Совет Европы в 1996 году и одним из главных событий осенней пленарной сессии. Выступление Сергея Нарышкина на сессии вызвало большой интерес со стороны руководства Совета Европы и членов ПАСЕ. Председатель ПАСЕ Жан-Клод Миньон поставил визит председателя российского парламента в ПАСЕ в один ряд с визитами папы Иоанна Павла II, Вацлава Гавела, Гельмута Коля и заявил, что позитивный вклад России в деятельность Совета Европы заметно превышает негативный.
В январе 2014 года Алексей Пушков был избран главой третьей по численности фракции ПАСЕ (формируются в зависимости от политических взглядов их членов) - «Группы европейских демократов». В ее состав на тот момент входило более 80 депутатов из России, Великобритании, Турции, Норвегии, Азербайджана, Армении, Сербии. В качестве председателя «Группы европейских демократов» в январе-апреле 2014 года входил в состав Президентского комитета – высшего консультативного органа ПАСЕ.
В апреле 2014 года российская делегация, возглавляемая Алексеем Пушковым, досрочно покинула сессию ПАСЕ в знак протеста против лишения России права голоса, а также исключения ее из руководящих органов ассамблеи и мониторинговой деятельности организации, и отказалась от дальнейшего участия в работе ассамблеи до полного снятия всех санкций. Алексей Пушков мотивировал такой шаг двойными стандартами ПАСЕ в отношении России: организация приняла санкции в отношении России за бескровное воссоединение с Крымом, однако не подвергала осуждению и санкциям делегации государств, которые бомбили Белград и Ливию, оккупировали Ирак и насильственно меняли режимы в других странах Среднего Востока, что привело к гибели сотен тысяч мирных граждан и миллионам беженцев. В числе причин приостановки работы в ПАСЕ Пушков также назвал отказ ПАСЕ осудить госпереворот на Украине 2014 года как антиконституционный, несмотря на то, что целый ряд положений конституции Украины был грубо нарушен  в ходе отстранения от власти Виктора Януковича в феврале 2014 года.
В мае 2014 года Алексей Пушков как глава российской делегации в ПАСЕ призвал ПАСЕ и Совет Европы дать оценку действиям украинских властей в ходе трагических событий в Одессе 2 мая 2014 года, в результате которых 48 противников Евромайдана сгорели заживо и сотни получили увечья. Фотографии жертв он направил в Президентский комитет ПАСЕ. В ноябре 2015 года Совет Европы признал, что Украина не приняла достаточных мер для проведения расследования трагедии, а ее действия не соответствуют Европейской конвенции по правам человека (ЕКПЧ).
В январе 2015 года в связи с ежегодным обнулением санкций российская делегация вернулась в ПАСЕ, однако в конце январской сессии вновь покинула Ассамблею, поскольку санкции были возобновлены, и не возвращалась к участию в ее работе до 2019 года. В 2015 – 2016 годах Алексей Пушков как глава российской делегации принимал участие в серии переговоров российской стороны с руководством ПАСЕ на тему возобновления работы России в Ассамблее.

## Законотворческая деятельность
Инициатор и соавтор резонансных законов о противодействии треш-стримам, которые были приняты в 2024 году (от 8 августа 2024 г. №№ 216, 217, 218-ФЗ). Согласно поправкам в Уголовный кодекс РФ, трансляция в интернете побоев, издевательств, причинения вреда здоровью, убийств и иных видов преступлений признана отягчающим обстоятельством при их совершении. Штрафы за треш-стримы по КоАП РФ могут достигать до 1 миллиона рублей. 16 февраля 2022 года обратился к руководителям 12 российских телеканалов и медиа-холдингов с просьбой исключить возможность участия треш-стримеров в теледебатах, ток-шоу и телепрограммах, чтобы из антигероев они не превращались в телезвезд.
В 2020 году в качестве члена рабочей группы по подготовке предложений о внесении поправок в Конституцию РФ Алексей Пушков выступил с предложением закрепить в основном законе "базовые ценностные ориентиры государства", в частности - статус России как державы-победительницы во Второй мировой войне. Его предложение нашло отражение в серии поправок, в том числе: о защите исторической правды, о правопреемственности с СССР, о сохранении исторических традиций и единства, о браке как союзе между мужчиной и женщиной, которые были приняты в ходе Общероссийского голосования 25 июня - 1 июля 2020 года.
Выступил также соавтором законов о запрете публичного отождествления целей, решений и действий руководства СССР и руководства нацистской Германии в ходе Второй мировой войны (от 1 июля 2021 г. № 278-ФЗ, от 16 апреля 2022 г. № 103-ФЗ).
Соавтор закона "о приземлении" иностранных интернет-компаний в России (от 1 июля 2021 г. №236-ФЗ) и о недопустимости цензуры в интернете (от 30 декабря 2020 г. № 482-ФЗ). В 2021 году выступил с проектом заявления Совета Федерации в связи с нарушением принципа свободы слова глобальными интернет-компаниями; заявление было принято в ходе 497-го заседания верхней палаты парламента.
Инициатор и соавтор законопроекта о введении уголовной ответственности за совершение преступлений с использование технологий подмены личности (дипфейков).

## Семья и собственность
- Супруга: Нина Васильевна Пушкова (род. 6 апреля 1953), по образованию актриса, выпускница Театрального училища им. Щукина. Сценарист и продюсер документальных фильмов о культуре и архитектуре, член Союза писателей России, член Союза журналистов России. Автор книг «Роман с Постскриптумом» (Москва, 2013), «Богиня победы» (Москва, Рипол, 2018), «Эликсир бессмертия» (Москва, ЭКСМО, 2021). Снималась в кино («Обыкновенное чудо», «Встреча на далёком меридиане» и других).
- Дочь: Дарья Пушкова (род. 1977), в разное время работала на НТВ, Би-би-си, руководителем лондонского бюро телеканала «Russia Today»[138], работала в дирекции информационных программ на ВГТРК[139]. С 30 мая 2019 года возглавила Российский центр науки и культуры в Риме (Италия)[140].
- Внучка: Анастасия (род. 2009)[141].

Алексей Пушков является одним из самых богатых пермских чиновников. Во владении его семьи садовый участок, дом, две квартиры, а также автомобили Mercedes-Benz E230 и Jaguar XJ, помимо этого супруга дополнительно имеет дачный участок на Рублёвке, жилой дом в стадии незавершенного строительства и квартиру. В 2015 году его доход составил 22,3 млн рублей. В 2020 году Алексей Пушков задекларировал доход в 20,5 млн рублей. В 2021 году доход поднялся до 22,5 млн рублей, согласно официальной декларации.

## Критика
Работа Алексея Пушкова в программе «Постскриптум» на «ТВ Центре» часто подвергается критике со стороны телевизионных обозревателей. Их основные претензии сводятся к открытой антизападной пропаганде, а также необоснованным критическим высказываниям в адрес российских оппозиционных политиков и общественных деятелей, например, Елены Боннэр и Людмилы Улицкой.
Однако определение «оппозиционности» не вполне корректно, поскольку критика Пушкова не всегда выпадала на период нахождения тех или иных деятелей в оппозиции. Пушков критиковал действующего президента Бориса Ельцина, причем не только в своей программе, но и на страницах американской газеты The New York Times в 1993 году. Бориса Березовского – в период его всесилия, когда тот купил газету «Коммерсантъ» и вел медиа-войны против телеканала НТВ. Анатолия Чубайса – когда тот возглавлял Роснано, а затем стал спецпредставителем Президента РФ по связям с международными организациями по вопросам устойчивого развития. Марата Гельмана – в разгар «культурной революции» в Перми, когда галериста активно поддерживали и финансировали органы власти. Зельфиру Трегулову – в ее бытность директором Третьяковской галереи, членом Совета при Президенте по культуре и искусству.
Главный редактор радиостанции «Эхо Москвы» Алексей Венедиктов, говоря об Алексее Пушкове в одном из своих эфиров, назвал его «крайним государственником».
Алексей Пушков последователен в своей критике западной политики в отношении России: об угрозах, связанных с расширением НАТО на Восток, он предупреждал еще в 1994 году – со страниц американского журнала Foreign Affairs. Американское издание Wall Street Journal в 2006 году отмечало, что на заре перестройки Алексей Пушков выступал за дружеский характер отношений между Россией и США, однако впоследствии разочаровался в Западе.
В 2017 году в серии  авторских программ  «Постскриптум» Пушков представил доводы в пользу версии, что американцы не были на Луне, что высадка человека на Луне не более чем павильонное шоу. С возражениями Алексею Пушкову выступили академик РАН Эрик Галимов и Александр Тихонович Базилевский, главный научный сотрудник ГЕОХИ РАН.
Регина фон Флемминг — Генеральный директор издательского дома Axel Springer в России — в 2016 году заявила, что считает Пушкова не журналистом, а ведущим развлекательного шоу.
В 2018 году газета «Собеседник» отметила, что Пушков, несмотря на свои «патриотические» высказывания, отдыхать предпочитает в Европе, при этом за рубежом бывает чаще, чем принимает граждан в своём кабинете. В то же время пермские СМИ и информационные ресурсы фиксируют регулярную активность сенатора в регионе, рабочие визиты, приемы населения.
В 2021 году депутат заксобрания Прикамья от КПРФ Михаил Поздеев в ответ на вопрос, почему голосовал против делегирования Алексея Пушкова в Совет Федерации (он был единственным, кто голосовал против), выразил мнение, что Алексей Пушков «не принес практической пользы» Прикамью, и отметил, что Пушков «голосовал за повышение пенсионного возраста», к чему вся партия КПРФ относится критично. За несколько месяцев до этого издание Ura.ru со ссылкой на неназванные источники писало, что поведением Пушкова недовольны и другие региональные депутаты.

## Цитирование в СМИ
По данным компании «Медиалогия», в 2017, 2018, 2019, 2020, 2021, 2022, 2023 гг. Алексей Пушков занимал второе место по рейтингу упоминаемости и цитируемости в СМИ (после Председателя Совета Федерации В. И. Матвиенко). Вошёл в ТОП-30 Telegram-каналов по цитируемости в российских СМИ в 2021 и 2024 гг. Вошёл в рейтинг «Медиалогии» ТОП-50 российских персон за 2021 год.
В 2017 году издание «Meduza» сообщало, что новостей с упоминанием сенатора несоизмеримо много по сравнению с другими событиями, несмотря на то, что он является рядовым политиком. Выяснилось, что государственные СМИ и агрегаторы новостей искусственно создают его цитируемость — например, когда он упоминает в своём высказывании какое-то событие, то новость пишут не о самом событии, а о том, что оно было им процитировано.

## Награды и звания

### Государственные
- Орден Александра Невского (17 октября 2024 г.) — за большой вклад в развитие парламентаризма, активную законотворческую деятельность и многолетнюю добросовестную работу[185].
- Орден «За заслуги перед Отечеством» III степени (19 декабря 2019 г.) — за большой вклад в развитие парламентаризма и активную законотворческую деятельность[186].
- Орден «За заслуги перед Отечеством» IV степени (10 сентября 2014 г.) — за активную законотворческую деятельность и многолетнюю добросовестную работу[187].
- Орден Почёта (27 июня 2007 г.) — за большой вклад в развитие отечественного телевидения и многолетнюю плодотворную работу[188].
- Орден Дружбы (30 августа 2009 г.) — за заслуги в развитии отечественного телевидения и многолетнюю плодотворную деятельность[189]
- Медаль «Участнику военной операции в Сирии» (2016)[190]
- Медаль «За освобождение Крыма и Севастополя» (17 марта 2014 г.) — за личный вклад в дело по возвращению Крыма в Россию[191]
- Лауреат премии Правительства Российской Федерации в области печатных средств массовой информации (30 ноября 2009 г.)[192]
- Лауреат премии Правительства Российской Федерации в области средств массовой информации (25 декабря 2023 г.) — в честь 25-летия старейшей авторской программы в современной России, за большой вклад в развитие информационно-аналитического вещания, приумножение лучших традиций отечественного телевидения и высокий профессионализм[193]
- Заслуженный работник культуры Российской Федерации (18 августа 2005 г.) — за заслуги в области культуры, печати, телерадиовещания и многолетнюю плодотворную работу[194]
- Почётная грамота Президента Российской Федерации (20 ноября 2020 г.) — за вклад в развитие парламентаризма и активную законотворческую деятельность.
- Благодарность Правительства Российской Федерации (2020 г.) - за большой вклад в развитие парламентаризма и активную законотворческую деятельность.
- Благодарность Президента Российской Федерации (30 декабря 2018 г.) — за большой вклад в развитие российской журналистики и высокий профессионализм, проявленный при освещении тем широкой общественной значимости.
- Благодарность Президента Российской Федерации (12 февраля 2015 г.) — за большой вклад в развитие институтов гражданского общества и обеспечение защиты прав и свобод человека и гражданина[195].
- Благодарность Президента Российской Федерации (12 марта 2014 г.) — за достигнутые трудовые успехи, многолетнюю плодотворную работу, активную законотворческую деятельность[196].
- Благодарность Президента Российской Федерации (15 июля 2008 г.) — за заслуги в развитии институтов гражданского общества в Российской Федерации[197].
- Благодарность Президента Российской Федерации (30 апреля 2008 г.) — за большой вклад в развитие институтов гражданского общества и обеспечение защиты прав и свобод человека и гражданина[198].
- Почетная грамота Правительства Российской Федерации (21 июня 2024 г.) — за большой вклад в развитие российского парламентаризма и активную законотворческую деятельность[199].

### Профессиональные
- Лауреат премии Союза журналистов России «Легенда российской журналистики» (29 июля 2022 г.)[200]
- Лауреат Премии Людвига Нобеля (25 марта 2021 г.)[201]
- Лауреат премий многих российских и международных телефорумов как автор, руководитель и ведущий программы «Постскриптум».
- «Золотое перо России» от Союза журналистов России (9 февраля 2017) — «за создание и ведение телевизионной программы „Постскриптум“»[202].
- Национальная премия «Имперская культура» имени Эдуарда Володина (2005) в номинации «Политическая публицистика» — за публицистическую программу на канале ТВ ЦЕНТР «Постскриптум»[203].

## Международные санкции
- 28 апреля 2014 года введены ограничительные санкции США[204].
- Также включён в санкционные списки Канады и Австралии[205].
- 23 февраля 2022 года включён в санкционный список Евросоюза так как «сделал несколько заявлений в поддержку аннексии Крымского полуострова и представил ее как "свершившийся факт". Таким образом, он несет ответственность за поддержку действий и политики, подрывающих территориальную целостность, суверенитет и независимость Украины»[206].
- 11 марта 2022 года, на фоне вторжения России на Украину, внесён в санкционный список Великобритании «за признание независимости двух сепаратистских регионов в Украине»[207].
- 30 сентября 2022 года внесён санкционный список Соединенных Штатов Америки «за аннексию Путиным регионов Украины» и одобрения закона о фейках. Государственный департамент отмечает что сенаторы  «проголосовали за одобрение просьбы Путина о вводе войск в Украину, что послужило неоправданным предлогом для полномасштабного вторжения России в Украину»[208][209].
- С 27 сентября 2022 года находится под санкциями Швейцарии[210].
- С 8 марта 2022 года находится под санкциями Японии[210].
- Указом президента Украины Владимира Зеленского от 7 сентября 2022 находится под санкциями Украины за «поддержку незаконным попыткам России аннексировать суверенную украинскую территорию путем проведения фиктивных референдумов»[210].
- С 3 мая 2022 года находится под санкциями Новой Зеландии[210].

## Книги и публикации
- 2008 — «Путинские качели». Москва. ЭКСМО.
- 2009 — «Гроссмейстеры зазеркалья. Россия и мировая геополитика». Москва. ЭКСМО-Алгоритм.
- 2011 — «От Давоса до Куршевеля. Где решаются судьбы мира». Москва. ЭКСМО-Алгоритм.
- 2012 — «Постскриптум. Поможет ли России Путин?» Москва. Алгоритм.
- 2016 — «Миссия России. Хватит ли Путину сил?» Москва. Алгоритм.
- 2018 — «Глобальные шахматы. Русская партия». Москва. Эксмо

В 2019 году в Париже в издательстве ODM вышло французское издание книги «Глобальные шахматы. Русская партия» на французском языке с предисловием спецпредставителя правительства Франции по развитию связей с Россией Ж.-П.Шевенмана. В ноябре 2019 года в Российском духовно-культурном центре в Париже прошла презентация книги с участием известных французских политиков, экспертов и представителей французской общественности.